# Нижні Булдаки
Нижні Булдаки́ (рос. Нижние Булдаки) — присілок у складі Слободського району Кіровської області, Росія. Входить до складу Шиховського сільського поселення.
Населення становить 33 особи (2010, 39 у 2002).
Національний склад станом на 2002 рік — росіяни 82 %.